# Foto del pene
La foto del pene (in inglese dick pic) è un tema ricorrente e una pratica sessuale della cultura e sottocultura Internet. Alcuni maschi pubblicano o inviano privatamente, per esempio su un social network, su un sito d'incontri, o tramite sistemi di messaggistica istantanea la fotografia del proprio pene. In mancanza del consenso della controparte ricevente, ciò viene considerato una forma di sexting e può costituire reato, ad esempio esibizionismo o molestia sessuale.

## Storia
Il termine dickpic o dick pic deriva da dick, termine che significa pene e pic, la forma abbreviata della parola picture che significa immagine. Normalmente è una foto inviata online e fatta con il pene eretto. Questa pratica è frequentemente denunciata quando è realizza senza il consenso dell'altra persona e può essere considerata una forma di molestia sessuale. Alcuni paesi, come il Regno Unito, hanno leggi contro l'invio non consentito di immagini di nudo, denominato in inglese cyberflashing.
Si sono anche registrati casi frequenti di foto del pene non richieste inviate tramite AirDrop. Le foto del pene sono inviate anche tramite messaggi privati dei network sociali. Per esempio, tramite il social russo VKontakte o il social Facebook.

## Analisi

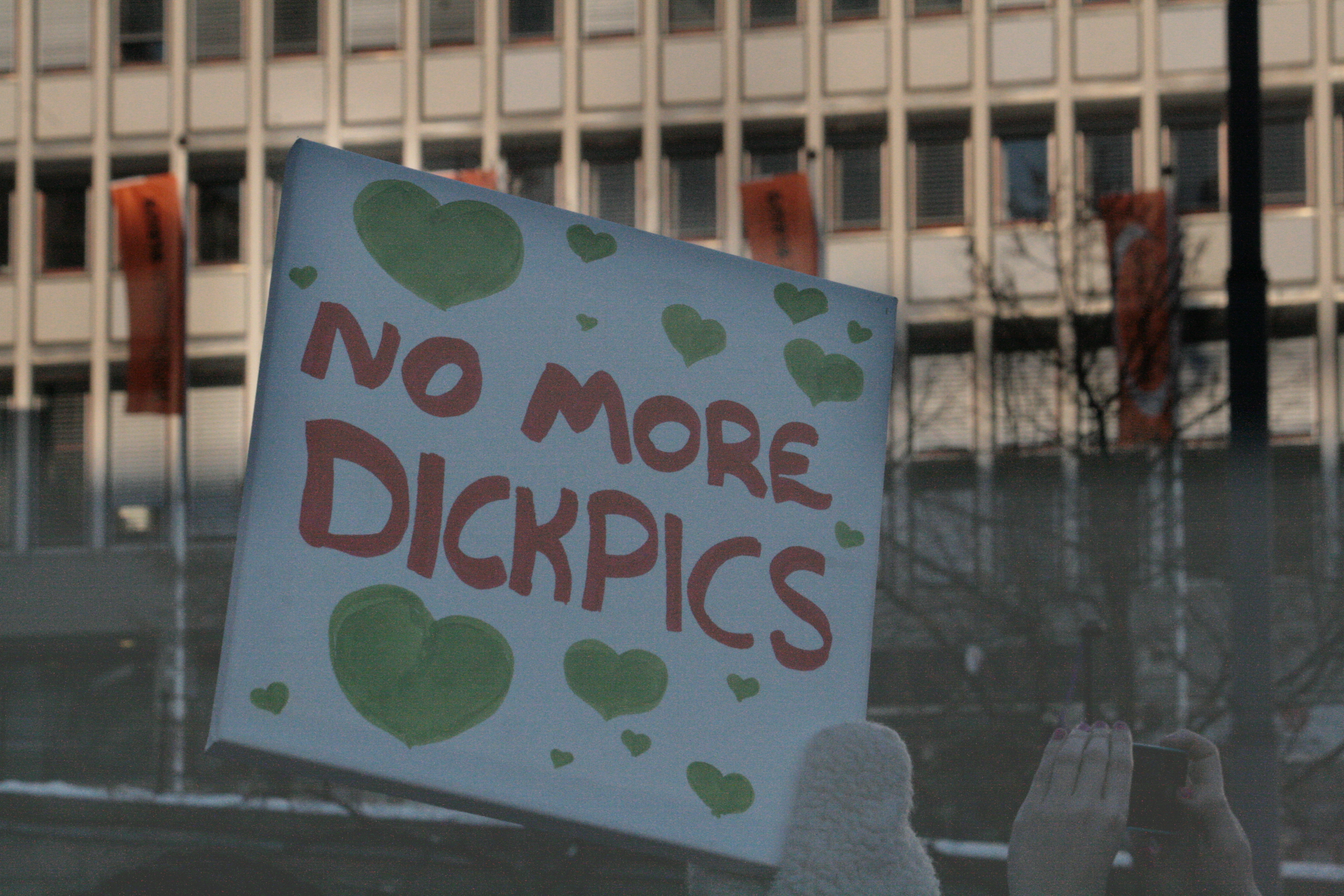
«Basta foto del pene», cartello in una marcia femminista a Oslo, 2018.

Il mittente di una foto del pene non chiesta lo fa con la supposizione che i destinatari saranno emozionati o impressionati dal suo pene, o semplicemente per l'audacia del gesto. Uno studio pubblicato nel Journal of Sex Research nel 2019 mostra che coloro che inviano foto del non chieste tendono ad avere tratti di personalità narcisista. Alcuni di loro cercano ammirazione per la loro mascolinità o pensano sia una tattica per flirtare. Gli eventi traumatici possono contribuire al narcisismo, che spingono ad inviare dickpic non richieste.
Violare il consenso e ignorare i desideri della persona che riceve le immagini può essere vista  come una caratteristica del sessismo ostile e la parafilia. Può essere considerato anche un atto d'edonismo. La grande maggioranza delle vittime interpretano le dickpic non chieste come estremamente offensive.
Le foto del pene possono anche far parte del sexting consensuale e della soddisfazione dei desideri sessuali di entrambe le parti. Coloro che inviano immagini del proprio pene online possono avere varie ragioni per farlo.